# Japanische Badmintonmeisterschaft 2021
Die Japanische Badmintonmeisterschaft 2021 fand vom 25. bis zum 30. Dezember 2021 im Musashino Forest Sport Plaza in Chōfu in der Präfektur Tokio statt. Es war die 75. Austragung der nationalen Titelkämpfe im Badminton in Japan.

## Medaillengewinner
| Disziplin    | Gold                          | Silber                         | Bronze                         |
| ------------ | ----------------------------- | ------------------------------ | ------------------------------ |
| Herreneinzel | Yushi Tanaka                  | Kodai Naraoka                  | Hashiru Shimono                |
| Herreneinzel | Yushi Tanaka                  | Kodai Naraoka                  | Koo Takahashi                  |
| Dameneinzel  | Nozomi Okuhara                | Hirari Mizui                   | Sayaka Sato                    |
| Dameneinzel  | Nozomi Okuhara                | Hirari Mizui                   | Asuka Takahashi                |
| Herrendoppel | Masato Takano Katsuki Tamate  | Takuto Inoue Kenya Mitsuhashi  | Yuta Takei Ayato Endo          |
| Herrendoppel | Masato Takano Katsuki Tamate  | Takuto Inoue Kenya Mitsuhashi  | Tomoya Ogata Kazuki Shibata    |
| Damendoppel  | Sayaka Hobara Rena Miyaura    | Ayako Sakuramoto Hinata Suzuki | Yuki Fukushima Minami Sugimura |
| Damendoppel  | Sayaka Hobara Rena Miyaura    | Ayako Sakuramoto Hinata Suzuki | Nao Ono Shiena Fukumoto        |
| Mixed        | Hiroki Midorikawa Natsu Saito | Sumiya Nihei Minami Asakura    | Kazuhiro Ichikawa Miyuki Kato  |
| Mixed        | Hiroki Midorikawa Natsu Saito | Sumiya Nihei Minami Asakura    | Tadayuki Urai Nozomi Shimizu   |